# Dommartin (Somme)
Dommartin település Franciaországban, Somme megyében. Lakosainak száma 342 fő (2022. január 1.). Dommartin Cottenchy, Fouencamps, Hailles, Remiencourt és Rouvrel községekkel határos.

## Népesség
A település népességének változása:
| Lakosok száma | 344  | 350  | 352  | 350  | 349  | 347  | 346  | 341  | 342  |
|               | 2013 | 2015 | 2016 | 2017 | 2018 | 2019 | 2020 | 2021 | 2022 |